# كوي (موسيقا)
كوي هي مقطوعة موسيقية من آلات كيبتشاك (القفجاق) يتم عزفها بآلات وترية وطنية مثل الدومبيرا والقبيز والسيرناي ، وغالبًا ما يتم عزفها باستخدام الدومبيرا المقطوعة الخاصة بالكازاخستانيين والكوموز القيرغيزية.
في القرن العشرين، جرب الموسيقيون السوفييت الكازاخستانيون أداء جوقة الكويس.

## كوي في الثقافة الكازاخستانية المعزوفة بالدومبيرا
في الثقافة الكازاخستانية ، يتم حفظ الكوي عن ظهر قلب وتنتقل من جيل إلى جيل دون تدوين كتابي. على سبيل المثال، يعود تاريخ الكوي الشعبي الكازاخستاني "أكساك كولان" (الحمار الأعرج) إلى القرن الثالث عشر. العديد من المؤلفين الكازاخستانيين عاشوا في العصور الوسطى . لكن بداية الثقافة تعود إلى القرنين التاسع عشر والعشرين. تضمن تقليد كوي أيضًا جزءًا لفظيًا يشرح القصة بالتفصيل من حيث مؤلفاتها وشخصياتها وأسبابها وأساطيرها. قبل أداء كوي، كان المؤدي يقدم قصة عن المقطوعة الموسيقية التي سيتم عزفها، حتى يتمكن المستمع من تهيئة المشاعر المناسبة. ولكن بحلول الوقت الذي تم فيه فصل التقليد اللفظي للكوي أخيرًا عن العروض المعزوفة ، لم يبق سوى عدد قليل من الكويشي (مؤدي الكوي) يحتفظون بهذا الجزء من التقليد.

## الملحنين القدماء من كويس
تشكلت دومبيرا كويس نتيجة لتقليد الأداء الشعبي بالآلات الذي يعود تاريخه إلى قرون. هناك العديد من الموسيقيين البارزين في منتصف العمر في تاريخ كازاخستان:
- سيبيرا-زيراو (القرن الرابع عشر)
- قزطوغان أو أبو القادر (القرن الخامس عشر)
- أسانقايجي (القرنان الرابع عشر والخامس عشر)
- بايجيجيت (القرنان الخامس عشر والسادس عشر)

لكن ذروة الحضارة كانت في منتصف القرن التاسع عشر. ثم عاش عدد كبير جدًا من الملحنين الذين ابتكروا الكوي:
- قرمنجازي ساجيرباي (1823–1889)م
- ماهامبيت أوتيميسولي (أوتيميسوف، 1803–1846)م
- دوليتكيري شيجولي (شيجايف، 1821–1875)م
- تاتيمبيت قزانجابولي (كازانجابوف، 1817–1862)م
- أبيل تاركولي (تاراكوف، 1820–1892)م
- إسباي (1810–1901)م
- قزنجاب (1854–1921)م
- تقى شومانولي (شونمانوف، 1830–1904)م وآخرون

بدأت أيضًا الملحنة دينا نوربيسقيزي أو دينا نوربيسوفا (1861-1955)م مسيرتها المهنية.

## أنواع الكوي
هناك كل من الكويس الشعبي والكويس من تأليف المؤلفين. يقال[مِن قِبَل مَن؟]
```
أن الناس قد يأخذون بدايتهم من 
الطقوس الدينية
 للقبائل 
البدوية
 . كان لكل كويشي (مؤدي كوي) أسلوبه وميزاته الفريدة.
```

تختلف موضوعات الكوي اختلافًا كبيرًا: من الأفكار الفلسفية إلى وحشية الطبيعة. على سبيل المثال، دوليتكيري كوي "زيغر" والتي تعني "طاقة الحياة" أو كازانجاب الكوي "كوكيل "والتي تعني "لحن الروح"؛ أوسن كوي توري، "أوتين دوني، كيتين دوني" والتي تعني "أيامي الماضية". مثّلت الكوي الأخرى صورًا نفسية تفصيلية للأفراد (كوي قرمنجازي "تورمورات" – اسم شخص ذكر؛ كوي مامين "أقشولبان" وهو اسم امرأة؛ دينا "عاصم قنير"). هناك رموز أخرى تتعلق بالأرض الأم - حقول واسعة من السهول: كوي كورمانجازي "ساري عرقة" والتي تعني "السهول الذهبية"؛تاتيمبيت "كوي "سارزيلاو - "الهضبة الذهبية"؛ كوي بوجدا "زيم سوينين تاسكيني" يعني "فيضان نهر الزيم".
الجزء الآخر من الكويس مخصص للأحداث في حياة الكويشيين أو الملحنين. (كوي قورمانجازي "أمان بول شيشم، أمان بول" تعني "اعتني يا ماما، اعتني"؛ كوي تاتيمبيت "كوكي كيستي"، أو التشويش الداخلي؛ و"قرقاسقة آت" لدينا تعني حصان أسود به بقعة بيضاء على رأسه.
مجموعة أخرى من كويس مخصصة للطيور والحيوانات: "بوزنجن" عند الناس تعني أنثى الجمل البيضاء، تلككونير- وهو اسم حصان؛ كلمة "قونير قاز" لأشمتاي تعني "الإوزة البنية". سوجير كوي "أكيو" تعني "واوان الأبيض". عبّر البدو عن بيئة حياتهم اليومية بشكل شامل للغاية من خلال الكويس.

## تقليد الكوي
هناك نوعان موسيقيان من كويس ؛ توكبي كويس (السائدة في غرب كازاخستان ) و شيرتبي كويس (شرق وجنوب ووسط كازاخستان ). يختلف شيرتبي كوي عن توكبي كوي من حيث الموضوع والأشكال والأداء. تعكس توكبي كوي الغربية الأحداث الدرامية، وتعطي ارتباطات عدوانية قوية جدًا. يتم تأليفها وفقًا لقواعدها - تسلسل معين من النغمات يتم ضبطه على طريقة دومبيرا.
ليس لدى شيرتبي كويس مثل هذه القواعد للتأليف. إنها لحنية للغاية ويبدو أنها موسيقى تصويرية للأغاني. إنهم أحرار في الأسلوب ويعطون ارتباطات عميقة ولطيفة وناعمة.
أبرز ملحني توكبي كويس هم قرمنجازي، دولتكيري، قزنجاب، أبيل، إسير، إسباي، دينا، وسيتيك. أهم شخصية في تقاليد الكوي هي قورمانجازي من المدرسة الغربية لتقاليد الكوي. لقد ابتكر أكبر الأغاني الناجحة بين مؤلفات كوي. يتم تمثيل تقليد الشيرتبي بواسطة بايزيجيت، وتاتمبيت، وتقى، وديراباي، وسوجور، وريزديك، وأبيكين، وتوليجن وغيرهم الكثير.

## روابط خارجية
- المكتبة الوطنية لجمهورية كازاخستان [1]
- مشروع التراث العرقي أسيل مورا [2]

1. 1 2  مذكور في: القائمة التمثيلية للتراث الثقافي غير المادي للبشرية. معرف اليونسكو للتراث غير المادي: RL/00996. لغة العمل أو لغة الاسم: الإنجليزية.